# Минералогия
Минералогията (на латински: minera – руда + на старогръцки: λόγος – наука) е наука за строежа, формите, химичния състав, физичните свойства, както и процесите на образуване и изменение на минералите като природни тела. основната задача на минералогията е създаването на научни основи за търсенето и оценката на находищата на полезни изкопаеми и тяхното обогатяване за нуждите на народното стопанство.

## Връзка на минералогията с други науки
Минералогията е една от най-старите геоложки науки и във връзка с нейното развитие се отделят и развиват нови науки. През 19-ти век от нея са се отделили кристалографията и петрографията, в началото на 20-ти век – геохимията – наука за полезните изкопаеми, а по-късно и кристалохимията. В минералогията най-широко се използват законите и методите на съвременната физика и химия и м много отношения тя се намира на границата между геологията и физико-химията. Кръгът от въпроси, обхванати от минералогията, касаят сложността и разнообразието на минералите, методите за тяхното изследване, все по-разширяващата се сфера на изследванията, потребностите в практиката на геологопроучвателните дейности и други определят нейните различни направления.

## Основни направления
Кръгът от въпроси, обхванати от минералогията, касаят сложността и разнообразието на минералите, методите за тяхното изследване, все по-разширяващата се сфера на изследванията, потребностите в практиката на геологопроучвателните дейности и други определят нейните шест основни направления: описателна, генетична, експериментална и практическа и технико-икономическа, регионална и космическа.

### Описателна минералогия
Описателната минералогия се занимава с изучаването, натрупването и уточняването на фактически материал и разработка на въпросите по систематизирането на минералите. Всички те включват обобщените данни по морфология, физическите свойства на минералите, техния химичен състав, данни за изоморфизъм, установяване причинните връзки между състава, структурата и физическите свойства при идеалните кристали и реалните минерали с дефекти в кристалинната решетка. Особен раздел в съвременната описателна минералогия съставлява физиката на минералите, занимаваща се с техните изследвания с приложение на методите на физиката на твърдите тела.

### Генетична минералогия
Генетичната минералогия изяснява условията, закономерностите и процесите, водещи до образуването на определени минерални видове и минерални асоциации – находища на полезни изкопаеми. Определя количествените значения на техните физико-химически параметри (температура, налягане, химизъм на минералообразуващата среда), характеризиращи процесите на възникване на минералите и помагащи за опознаването на способите (механизмите) на тяхното образуване. Генетичната минералогия включва: учение за топоморфизма на минералите; онтогенетичния и кристоломорфологичния анализ, даващ информация за историята на формирането на минералните индивиди и агрегати; изследване на включените в тях твърди и газообразно-пластични материали като източник на информация за минералобразуващата среда; анализ на явленията за полиморфизъм и политипия; методите и принципите на парагенетичния анализ даващ информация за енергийните и физико-химическите характеристики на минералите; установяване на геотермометрите и геобарометрите на минералите, по които могат да се определят термодинамичните параметри за образуването на находища на полезни изкопаеми.

### Експериментална минералогия
Експерименталната минералогия се занимава с моделирането на природните процеси и изучаването на физико-химическите системи с цел изясняване на условията за възникване на минералите в природата. Към това направление спада и новата област на минералогията – синтез на изкуствени минерали (диаманти, кристали от пиезокварц, оптични флуорити, рубини, гранати и др.), широко използвани в техниката.

### Практическа и технико-икономическа минералогия
Практическата и технико-икономическата минералогия разработва проблемите, свързани с промишленото използване на нови минерални видове и с провеждането на минералогични изследвания, насочени към по-пълното комплексно използване на минералните суровини и повишеното извличане на техните полезни компоненти. Всички тези мероприятия включват: минералогично картиране на находищата с цел изясняване на технологичните видове руди; изучаване на технологичните свойства на минералите в зависимост от техния състав и структура, изследване на разтворимостта, магнитните и други свойства; поведението на минералите в процеса на обогатяването на рудата и химико-технологичната преработка на концентрата; разглеждане на въпросите за използването на минералогични критерии за търсене и оценка на находищата на полезни изкопаеми (например, топоморфизъм на минералите, законите за парагенезиса и др.); разработване на специални минералогични методи за търсене (термолуминисценция, фотолуминисценция, радиация и др.).

### Регионална минералогия
Регионалната минералогия обобщава минералогичното изучаване на определени територии и рудни провинции за установяване на закономерностите в разпределението на минералите и техните асоциации във връзка с геоложкото развитие на региона. Тя влиза като съставна част в общия комплекс от металогенни изследвания.

### Минералогия на космическите тела
Развитието на това направление става възможно чак когато са получени първите образци от лунни скали, изследванията на които позволява да се направят първите обобщения за особеностите на минералообразуването на повърхността на Луната и в горните слоеве на лунната кора. Голямо значение има също изучаването на минералния състав на метеоритите.

## Историческа справка

### Древност и средновековие
Минералогията е възникнала в дълбока древност във връзка с практическите потребности на човечеството, широко използвало камъните за различни цели. Първите сведения за минералните тела се появили в трудовете на древногръцките и древноримските учени. Аристотел и Теофраст са описали свойствата на редица минерали, свързвайки техния произход с дима и па̀рата, излизащи от земните недра. Сведения за минерали се съдържат също в „Естествена история“ на Плиний Стари (средата на 1-ви век пр. Хр.). Търсенето и добиването на минерални суровини за топене на метали, а също за медицината и алхимията довели в ранното средновековие към разширение на сведенията за минералите и рудите. Сред историческите паметници на средноазиатските народи се открояват трудовете на Бируни и Авицена, описали свойствата на множество минерали. Развитието на минното дело (6-ти – 13-ти век), преди всичко в Централна Европа и Русия (добив на желязо, калай, мусковит, каменна сол, кехлибар, сребро и др.), довежда до много по-щателно изследване на рудите. През 13-ти век се появява специална работа за минералите в Европа (Albertus Magnus, "De Mincralibus" – латински трактат, написан след 1262 г.). В този период не се прави разлика между минерали, скали и руди и класификацията им е много примитивна. Минералогията е била тясно свързана с алхимията и металургията.

### Развитие на минералогията от 16-ти до края на 19-ти век
Като съвременна наука минералогията започва да се формира в епохата на Възраждането. Първият голям труд по минералогия е свързан с името на Георг Агрикола, който в работата си „За минното дело и металургията“ (1550 г.) ясно отделя минералите от скалите, подробно описва техните физически свойства и прави първата им класификация.
Терминът „минералогия“ за първи път е въведен през 1636 г. от италианският учен Бернард Цезиус от Модена. Още през 17-ти век в Дания – Еразъм Бартолин (1625 – 1698) и Н. Стено, в Холандия – Кристиан Хюйгенс, в Англия – Робърт Бойл, Робърт Хук и др. били формулирани първите геометрични закони за кристалите и е започнало изучаването на техните оптични свойства.
Работата на френския изследовател Жан Батист Роме дьо Лил (1736 – 1790) през 1783 г. по делението на кристалите оказала голямо влияние в развитието на минералогията и кристалографията и послужила за основа за създаването на теорията за структурата на кристалите в минералите на друг френски учен Рене Жюст Аюи (1743 – 1822), изложена в „Тракта по минералогия“ (1801 г.). В Германия описателно-морфологичното физиографско) направление през 18-ти век е било най-ярко представено от школата на Абрахам Готлиб Вернер (1749 – 1817). Развитието на минералогията в Русия е тясно свързано с името на Михаил Ломоносов, който първи изказва предположението за това, че главен определящ признак на всеки минерал трябва да бъде неговия химичен състав. В трудовете си („За раждането на металите от земетресенията на Земята“, 1757 г. и „За земните слоеве“, 1763 г. и др.) Ломоносов доказва, че минералите в рудните жили образуват естествени асоциации, и проявите на една от тях служи за „признак“ за присъствието на друга. В трудовете на Василий Михайлович Севергин (1765 – 1826) химията, като основа на минералогията е издигната на преден план. Той определя минералогията като наука, изучаваща състава и строежа на минералните тела, техните взаимоотношения в природните находища и пътят им за практическо приложение. Севергин първи формулира (1798 г.) понятието парагенезис („смесване на минералите“). В Западна Европа химическото направление в минералогията става господстващо в скандинавските страни и в Германия от втората половина на 18-ти век – шведските учени Аксел Фридрих Кронстед (1722 – 1765), 1758 г. и Йонс Берцелиус, 1814 г.; немските минералози Август Брейтгаупт (1791 – 1873), 1820 г., 1847 г. и Мартин Хайнрих Клапрот, 1795 г., 1815 г. и др.
Детайлното изучаване на състава и физическите свойства на минералите през 19-ти век довежда до формирането на понятията изоморфизъм и полиморфизъм от немските химици-минералози Айлхард Мичерлих, Р. Герман, по-късно Густав Чермак и др. Голяма роля в развитието на минералогията в Русия изиграва плеяда от видни минералози: Дмитрий Иванович Соколов (1788 – 1852), Николай Иванович Кошкаров (1818 – 1892), Павел Владимирович Еремеев (1830 – 1899) и др. Значителен принос за създаването на описателната и регионална минералогия на границата между 19-ти и 20-ти век внесли учените: в Германия – Паул Грот (1843 – 1927), Фридрих Клокман (1858 – 1937), Фридрих Рине (1863 – 1933), Райнхард Браун (1861 – 1937); в Австрия – Фридрих Беке (1855 – 1931); в Норвегия – Валдемар Брьогер (1851 – 1940); във Франция – Алфред Лакруа (1863 – 1948); в САЩ – Дж. Д. Дана и много други. До края на 19-ти век минералогията се формира като описателна наука, като при това в нея се развиват две основни направления – морфолого-кристалографско и химическо.

### Развитие на минералогията през 20-ти век
От края на 19-ти век във връзка с все по увеличаващото се търсене на различни видове суровини и ускореното разработване на нови находища старите методи на описателната минералогия вече не могат да удовлетворят практическите потребности. Непрестанното усъвършенстване на методите на диагностика и изследване на минералите позволява по-дълбокото изучаване на техните свойства. Главно внимание започва да се отделя на химията и свойствата на минералите, законите на изоморфизма и парагенезиса. За разработката на нови методически подходи и обобщаващи теории в минералогията като световна наука допринасят руските учени Василий Василиевич Докучаев (1846 – 1903), Евграф Степанович Фьодоров (1880 – 1965), Владимир Вернадски, Александър Ферсман. Огромно влияние за развитието на съвременната минералогия оказва периодичния закон на Дмитрий Менделеев и правилото за фазите на Уилард Гибс. Според Вернадски, минералогията е химията на земната кора, а минералите са продукт на сложни природни реакции. Минералите непрекъснато взаимодействат с обкръжаващата ги среда и сами се изменят при изменението на физико-химичните условия. Определяйки парагенезиса като изражение на законите за съвместните находища на минерали в природните асоциации, Вернадски по същество обобщава важното научно положение на съвременната минералогия. Едновременно с всичко друго в минералогията започва да се утвърждава кристалохимическото направление, тясно свързано с името на Фьодоров, който много преди развитието на рентгеноструктурния анализ математически извежда всички възможни (230) пространствени групови симетрии на кристалите. Проникването в атомния строеж на кристала става възможно чак след откриването на дифракцията на рентгеновите лъчи от Макс фон Лауе през 1912 г. Проведените от английските учени Уилям Хенри Браг и Уилям Лорънс Браг, американецът Лайнъс Полинг, руснакът Георгий Викторович Вулф (1863 – 1925) и др. рентгеноструктурни изследвания на повечето от минералите позволява съставът и строежът им да се разглежда в единство и новата теория за изоморфизъм е разработена от учените Виктор Мордехай Голдшмид (1853 – 1933) и Александър Ферсман, които създават кристалохимическата класификация на минералите, чрез която напълно опознават техните физически свойства.
В съвременната минералогия започва синтез на всички обособили се направления – описателно и генетично, химично и кристалографско. Изучаването на минералите е с цел изясняване на причинните връзки между средата, условията на образуване, състава, кристалната структура и физическите свойства на реалните минерали с всичките им дефекти и нееднородности. Изследвания на физикохимичните системи и условия на тяхното равновесие, кристализацията на силикатните и сулфидните минерали при високи температури е извършено от руския учен Константин Дмитриевич Хрушчов (1852 – 1912), швейцарския учен Паул Нигли (1888 – 1953), американските учени Г. Кулеруд и Норман Леви Боуен (1887 – 1956) и др. Законите за кристализацията на разтвори от соли са доказани от руския учен Николай Семьонович Курнаков (1860 – 1941) и холандския учен Якоб Вант Хоф, колоидните системи – от белгийския учен Ф. Корню, холандският учен Рейнаут Вилем ван Бемелен (1904 – 1983) и др. Всички те създали физикохимическата основа за обяснението на природните процеси при образуването на минералите.